# シャガクチ丸
シャガクチ丸（しゃがくちまる）は丹沢山地西部、神奈川県足柄上郡山北町と山梨県南都留郡道志村の境にある標高1,191mの山である。漢字では蛇ヶ口丸や蛇ガ口丸（読み方は同じ）とも表記される。

## 概要
大室山から三国山へ伸びる甲相国境尾根の東部、加入道山と畦ヶ丸の中間に位置する山であり、山頂の南側（神奈川県側）は丹沢大山国定公園に指定されており、北側（山梨県側）は横浜市水道局の水源涵養林として保護・管理されている。山頂周辺は林床がササに覆われた樹林に囲まれており、展望はほとんどない。山頂の木には手製の道標がつけられており、シャガクチ丸の下に蛇ガ口丸と併記されている。